# Franciszek Majlich
Franciszek Mieczysław Majlich, pierwotnie Mailich, ps. „Bezam”, „Szpak” (ur. 29 kwietnia 1898 w Posadzie Olchowskiej, zm. 1976) – kapitan piechoty Wojska Polskiego, podpułkownik SZP-ZWZ-AK, kawaler Orderu Virtuti Militari.

## Życiorys
Urodził się jako Franciszek Mieczysław Mailich 29 kwietnia 1898 w Posadzie Olchowskiej pod Sanokiem. Był synem Karola (stolarz, rodem z Poraża) i Walerii z domu Nagawieckiej (rodem ze Żmigrodu).
U schyłku I wojny światowej wstąpił do Wojska Polskiego, a następnie uczestniczył w wojnie polsko-bolszewickiej w szeregach 2 pułku piechoty Legionów. Ukończył kurs szkoły podchorążych piechoty. Po wojnie został zweryfikowany do stopnia porucznika piechoty w służbie stałej ze starszeństwem z dniem 1 czerwca 1919 i nadal był w służbie 2 pułku piechoty Legionów. 1 lipca 1923 został awansowany do stopnia kapitana. Został odkomenderowany na kurs obserwatorów lotniczych, który odbywał od 1 czerwca do 15 września 1925. po czym skierowany na praktyki w 2 Pułku Lotniczym. Po ukończeniu kursu powrócił do 2 pułku piechoty Legionów. W 1926 został przeniesiony do 74 pułku piechoty stacjonującym w garnizonie Lubliniec i mianowany dowódcą kompanii. W 1930 został przeniesiony do 24 pułku piechoty stacjonującym w Łucku, gdzie także był dowódcą kompanii, a następnie został p.o. dowódcy batalionu. W 1933 został przeniesiony do Dowództwa Okręgu Korpusu nr II w Lublinie na stanowisko oficera ordynansowego, w 1934 do dyspozycji dowódcy DOK II, zaś z dniem 30 czerwca 1934 został przeniesiony w stan spoczynku.
Następnie zamieszkał w Lublinie. Pracował jako komendant Federacji i Związku Rezerwistów Okręgu Lubelskiego. Po wybuchu II wojny światowej w kampanii wrześniowej był na stanowisku dowódcy Batalionu ON „Chełm”, brał udział w walkach na Lubelszczyźnie. Po klęsce wojny obronnej i agresji ZSRR na Polskę uniknął niewoli sowieckiej i wrócił do Lublina. Podczas okupacji niemieckiej rozpoczął działalność konspiracyjną w październiku 1939. Działał jako oficer organizacyjny obwodu Służby Zwycięstwu Polski / Związku Walki Zbrojnej-Lublin, następnie oficer inspekcyjny komendy Okręgu ZWZ Lublin na obszar środkowej Lubelszczyzny, po przekształceniu działał w Armii Krajowej, od 1943 zastępca komendanta Inspektoratu AK Lublin, od czerwca 1944 szef sztabu odtwarzanej 3 Dywizji Piechoty Legionów AK. Został awansowany do stopnia majora, a następnie do stopnia podpułkownika. 12 sierpnia 1944 został aresztowany przez NKWD, po czym deportowany trafił do łagru na terenie ZSRR. Z Charkowa został przeniesiony 4 stycznia 1946 do obozu nr 178, 6 lipca 1947 skierowany z obozu nr 454 do obozu nr 158, 3 września 1947 wywieziony do obozu nr 284 w Brześciu. W lipcu 1947 roku internowany w obozie NKWD nr 150 w Griazowcu. 13 listopada 1947 w ramach repatriacji wrócił do Polski.
Po wojnie pracował w branży cukrowniczej. Zmarł w 1976.

## Ordery i odznaczenia
- Krzyż Srebrny Orderu Virtuti Militari
- Krzyż Walecznych (dwukrotnie)
- Złoty Krzyż Zasługi z Mieczami
- Srebrny Krzyż Zasługi (10 listopada 1928)[5]